# Оржаново
Оржаново (на албански: Orzhanovë или Orzhanova) е село в Албания в община Булкиза (Булчица), административна област Дебър.

## География
Селото е разположено в историкогеографската област Голо бърдо на километър югозападно от Големо Острени.